# Orrville (Alabama)
Pour les articles homonymes, voir Orrville.
Orrville, est une ville du comté de Dallas dans l'État d'Alabama, aux États-Unis,.

## Géographie
Elle est située à l'ouest du comté de Dallas. L'Alabama State Route 22 (en), passe à travers la ville, conduisant à 24 km au nord-est à Selma, le siège de comté et à 13 km à l'ouest, à Safford (en).

## Histoire
Selon le recensement de 1910, la ville est incorporée en 1908.

## Démographie
| 1880 | 1890 | 1910 | 1920 | 1930 | 1940 | 1950 | 1960 |
| ---- | ---- | ---- | ---- | ---- | ---- | ---- | ---- |
| 270  | 321  | 255  | 341  | 394  | 416  | 416  | 422  |

| 1970 | 1980 | 1990 | 2000 | 2010 | - | - | - |
| ---- | ---- | ---- | ---- | ---- | - | - | - |
| 362  | 349  | 234  | 230  | 204  | - | - | - |

## Source de la traduction
- (en) Cet article est partiellement ou en totalité issu de l’article de Wikipédia en anglais intitulé « Orrville, Alabama » (voir la liste des auteurs).